# Rothomago (opérette)
Ne doit pas être confondu avec Rothomago (revue) ou Rothomago.
Pour les articles homonymes, voir Rothomago (homonymie).
Rothomago, opérette en 4 actes, de Gaston Serpette, 1880, Alhambra Theatre (Londres)